# Elke Zijlstra
Elke Zijlstra is een Nederlands langebaanschaatsster. 
Al in haar jeugd schaatste ze als afgezant uit Bergum wedstrijden en won ook prijzen tijdens pupillenkampioenschappen, zoals in 1989. Tussen 1995 en 1998 nam ze meermaals deel aan de NK Allround, NK Afstanden en NK Sprint. Ze was ook actief als wielrenster.

## Records

### Persoonlijke records[3]
| Afstand    | Tijd    | Datum            | Baan       |
| ---------- | ------- | ---------------- | ---------- |
| 500 meter  | 42,29   | 18 december 1997 | Heerenveen |
| 1000 meter | 1.24,50 | 20 december 1997 | Heerenveen |
| 1500 meter | 2.10,57 | 5 januari 1997   | Inzell     |
| 3000 meter | 4.48,09 | 13 maart 1996    | Heerenveen |
| 5000 meter | 8.25,05 | 9 maart 1995     | Heerenveen |